# I puntigli domestici
I puntigli domestici è un'opera teatrale in prosa in tre atti di Carlo Goldoni rappresentata per la prima volta a Milano nell'estate del 1752, con scarso riscontro da parte del pubblico. 

## Trama
Napoli, casa del conte Ottavio. La tranquilla esistenza del padrone di casa è messa a repentaglio dalle beghe di Corallina e Brighella, due servitori maneggioni ed infidi. Per colpa loro avverranno una lunga serie di screzi, litigi e discordie familiari che metteranno a dura prova anche la bonomia del saggio Pantalone e rischieranno d'infrangere il sogno d’amore della contessina Rosaura e del marchesino Florindo.

## Poetica
Secondo Giuseppe Ortolani si tratta di un lavoro debole a causa del carattere troppo convenzionale dei personaggi e della lentezza dell'azione. 
In merito allo scarso successo, scrisse l'autore nella prefazione all'edizione a stampa:  È una di quelle commedie che chiamerò sfortunate, poiché fatto io le aveva un più felice presagio, e con mio rammarico l'ho veduta meno applaudita di altre commedie mie, le quali, secondo me, meritavano meno. Parmi che l'argomento sia interessante, la condotta semplice e naturale, il dialogo proporzionato agli Attori, e gli accidenti non solo verisimili, ma che si possono creder veri. Con tutto ciò pochissima accoglienza le venne fatta. Ma perché mai? Il perché parmi di averlo rilevato. I caratteri sono mediocri, leggieri e comuni. Ecco il motivo, per cui la Commedia risalta poco.